# Denis Alibec
Denis Alibec (* 5. Januar 1991 in Mangalia) ist ein rumänischer Fußballspieler, der seit der Saison 2024/25 bei Farul Constanța unter Vertrag steht.

## Karriere

### Verein
Die Profikarriere von Denis Alibec begann bei Farul Constanța, als er am 27. September 2008 in der rumänischen Liga 1 sein Debüt gab. In seinem dritten Spiel erzielte er den 1:1-Ausgleich gegen den FC Politehnica Timișoara und sicherte seinem Team einen Punkt. Der Verein rutschte jedoch bis auf den letzten Platz der Tabelle ab und stieg in die zweite Liga ab. Daraufhin verließ er Rumänien und wechselte nach Italien zu Inter Mailand.
Sein Debüt in der Serie A erfolgte am 21. November 2010, als er bei einer 1:2-Niederlage gegen Chievo Verona in der 68. Minute für Jonathan Biabiany eingewechselt wurde.
Am 26. August 2011 gab Inter Mailand bekannt, dass Alibec an den KV Mechelen verliehen wurde. Im Sommer 2012 wurde ein einjähriges Leihgeschäft mit dem rumänischen Erstligisten FC Viitorul Constanța vereinbart.
Im Juli 2013 wurde bekannt, dass Alibec an das Serie-A-Team FC Bologna verliehen wird. Der emilianische Verein erhielt außerdem eine Option auf den Kauf der Hälfte der Transferrechte an dem Rumänen.
Nachdem er in der Hinrunde 2013/14 nur zu einem Einsatz gekommen war, nahm ihn Anfang 2014 Astra Giurgiu unter Vertrag. In der Restsaison kam er neun Mal zum Einsatz, meist als Einwechselspieler, und erzielte fünf Tore. Der Verein konnte die Spielzeit 2013/14 als Vizemeister hinter Steaua Bukarest abschließen. Auch im Halbfinale und im Finale des Pokals kam er zum Einsatz und gewann mit dem rumänischen Pokal seinen ersten nationalen Titel, der auch der erste Titel für den Verein war. In der Saison 2014/15 kam er anfangs kaum zum Einsatz, und nachdem er zum Ende der Hinrunde erstmals zweimal in Folge in der Startaufstellung gestanden hatte, saß er in der Rückrunde wieder lange auf der Tribüne. Im letzten Saisonviertel schaffte er es dann aber endlich in den Stamm der Mannschaft und er erzielte noch sechs Tore in den letzten acht Partien. In der folgenden Saison verpasste er verletzungsbedingt den Saisonstart, sicherte aber danach mit acht Toren und vier Torvorlagen die Teilnahme des Vereins an der Meisterschaftsgruppe ab. Mit weiteren acht Toren und sieben Torvorlagen in neun Spielen im Meisterschaftsturnier war er maßgeblich daran beteiligt, dass Astra Giurgiu den ersten Meistertitel in der Vereinsgeschichte gewinnen konnte. Im Herbst 2016 wurde er zu Rumäniens Fußballer des Jahres gewählt.
Anfang 2017 wechselte Alibec zum Rekordmeister FCSB Bukarest (ehemals Steaua Bukarest). Im Juli 2018 kehrte er zu Astra Giurgiu zurück. Dort verbrachte er zwei weitere Jahre, bevor er sich Kayserispor anschloss. Im Juli 2021 wurde er an CFR Cluj ausgeliehen. Diese Leihe endete im Januar des Folgejahres und der Spieler wurde an Atromitos Athen weiterverliehen. Fest verpflichtet wurde er im Anschluss vom rumänischen Erstligisten Farul Constanța. Nach einer Spielzeit wechselte er zum Muaither SC nach Saudi-Arabien.

### Nationalmannschaft
Bereits 2013 spielte Denis Alibec in einem inoffiziellen Länderspiel gegen eine Auswahl Polens im Nationaltrikot. Am 11. Oktober 2015 wurde er beim letzten Qualifikationsspiel zur EM 2016 in der 90. Minute zu seinem ersten offiziellen A-Länderspiel eingewechselt. Erst in den letzten Vorbereitungsspielen zur EM stand er wieder im Aufgebot und gegen den Kongo erstmals in der Startelf. Gegen die Ukraine erzielte er im folgenden Spiel am 29. Mai 2016 sein erstes Länderspieltor. Danach wurde er auch in das rumänische EM-Aufgebot aufgenommen und kam gleich im EM-Eröffnungsspiel als Einwechselspieler zum Einsatz, nachdem Gegner Frankreich mit 1:0 in Führung gegangen war.

## Titel
Inter Mailand
- Italienischer Supercup: 2010
- FIFA-Klub-Weltmeisterschaft: 2010

Astra Giurgiu
- Rumänischer Pokalsieger: 2014
- Rumänischer Meister: 2016

Persönliche Auszeichnungen
- Rumänischer Fußballer des Jahres: 2016